# Seven de Viña del Mar 2015
El Seven de Viña del Mar del 2015 se trató de la edición del torneo de rugby 7 de ese año. Como es habitual se compitió con un seven de clubes y otro de selecciones nacionales.

## Copa de selecciones
Se dividió en dos grupos, en el A participaron 3 selecciones core team y un equipo invitación. En el grupo B se jugaba la clasificación al Seven de Hong Kong 2015, clasificatorio a su vez al Circuito Mundial 2014-15, los cupos fueron obtenidos por Uruguay y Brasil. El domingo se enfrentaron los primeros contra los cuartos del otro grupo, y los segundos contra los terceros.

### Equipos participantes
| Grupo A - Argentina - Canadá - Estados Unidos - Invitación 7 | Grupo B - Brasil - Chile - Perú - Uruguay |

### Partidos
| 17 de enero 13:20 | Chile | 61 - 0 | Perú |  |  |

| 17 de enero 13:40 | Uruguay | 5 - 0 | Brasil |  |  |

| 17 de enero 14:00 | Canadá | 21 - 15 | Invitación 7 |  |  |

| 17 de enero 14:20 | Estados Unidos | 28 - 14 | Argentina |  |  |

| 17 de enero 16:00 | Uruguay | 76 - 0 | Perú |  |  |

| 17 de enero 16:20 | Chile | 0 - 7 | Brasil |  |  |

| 17 de enero 16:40 | Estados Unidos | 14 - 19 | Canadá |  |  |

| 17 de enero 17:00 | Argentina | 36 - 10 | Invitación 7 |  |  |

| 17 de enero 19:00 | Brasil | 61 - 0 | Perú |  |  |

| 17 de enero 19:20 | Uruguay | 5 - 5 | Chile |  |  |

| 17 de enero 19:40 | Estados Unidos | 29 - 0 | Invitación 7 |  |  |

| 17 de enero 20:00 | Canadá | 0 - 31 | Argentina |  |  |

| Bandera de Argentina |
| Campeón Argentina    |
|                      |

## Copa de clubes

### Equipos participantes
| - Old Reds - Viña Rugby Club - Universidad Católica | - COBS - Marista (Cuyo) - Belgrano RC | - Old Mackayans - Universitario - Old Mackayans B | - Old Johns - Troncos - San Juan RC |